# Гарибальди, Сильвиано Раджо
Сильвиано Раджо Гарибальди (итал. Silvano Raggio Garibaldi; 27 апреля 1988, Кьявари, Генуя, Лигурия) — итальянский футболист, полузащитник клуба «Мантова».

## Карьера
Сильвиано Раджо Гарибальди начал карьеру в молодёжном составе клуба «Энтелла». Затем он перешёл в «молодёжку» «Дженоа», с которой выиграл турнир Вияреджо в 2007 году. Раджо Гарибальди дебютировал в чемпионате Италии в возрасте 19-ти лет, 13 апреля 2008 года в матче с «Торино», выйдя на 82-й минуте игры, завершившийся победой генуэзцев 3:0. На следующей неделе он вышел на поле на 75-й минуте игры с «Сиеной», выигранной «Дженоа» 1:0.
4 августа 2008 года Гарибальди был арендован клубом «Пиза». Он дебютировал в составе команды 1 ноября 2008 года, а всего провёл за «Пизу» 6 матчей. Однако его выступления не спасли клуб от «вылета» в серию С1. По окончании сезона Гарибальди вернулся в «Дженоа»; 16 октября 2009 года ему клубом был отдан номер 18, но карьеру продолжил сначала в аренде у «Сорренто», а потом в «Губбио».

## Международная карьера
Со сборной Италии до 19 лет Гарибальди участвовал в чемпионате Европы, где забил гол в финале, проигранном Германии со счётом 1:3. Он был включён УЕФА в список лучших 10-ти игроков турнира.
В июне 2009 года со сборной до 20-ти лет, он принял участие в Средиземноморских играх. 1 июля он забил гол в ворота Ливии, который вывел команду Италии в финал. Через несколько месяцев он поехал с командой на чемпионат мира 2009, где итальянцы остановились на стадии 1/8 финала.

## Достижения
- Победитель турнира Вияреджо: 2007